# Ger Schuman
Ger Schuman (Roermond, 23 februari 1968) is een voormalig Nederlands voetballer. Hij stond onder contract bij Fortuna Sittard, MVV, Helmond Sport, FC Den Bosch en Eindhoven.